# Gonomyia justifica
Gonomyia justifica là một loài ruồi trong họ Limoniidae. Chúng phân bố ở miền Cổ bắc.